# Ludwig J. Pongratz
Ludwig Jakob Pongratz (* 25. Juli 1915 in Straubing; † 6. März 1995 in Würzburg) war ein deutscher Psychologe, Psychotherapeut und Hochschullehrer.

## Leben
Ludwig J. Pongratz besuchte in Regensburg und Burghausen an der Salzach das Humanistische Gymnasium. Im Anschluss studierte er zunächst an der Philosophisch-Theologischen Hochschule in Dillingen. Nach dem Zweiten Weltkrieg wechselte er an die Ludwig-Maximilians-Universität München und studierte dort unter Philipp Lersch, August Vetter und Richard Pauli Psychologie, Physiologie, Psychopathologie, Philosophie und Deutsche Literaturgeschichte. 1950 schloss er seine Studien als Diplom-Psychologe ab. Im Jahre 1951 wurde er – ebenfalls an der Universität München – bei Philipp Lersch und August Vetter über die pyseudo-augustinische Schrift De spiritu et anima zum Dr. phil. promoviert.
Seine Ausbildung zum analytischen Psychotherapeuten absolvierte Pongratz in den 1950er-Jahren am Stuttgarter Institut für Psychotherapie und Tiefenpsychologie. Als Dozent an diesem Institut wirkte er darauf hin, die Kluft zwischen akademischer Psychologie und außerakademischer Tiefenpsychologie zu überwinden.
1956 bis 1960 war er unter der Leitung von Johannes Rudert wissenschaftlicher Assistent am Psychologischen Institut der Universität Heidelberg. 1959 habilitierte er sich mit einer Arbeit zur Psychologie menschlicher Konflikte. Von 1959 bis 1963 war er Privatdozent an der Universität Heidelberg. 1963 wurde er zum Professor an der Pädagogischen Hochschule in Würzburg ernannt und 1966 folgte er dem Ruf als ordentlicher Professor für Psychologie an die Universität Würzburg, wo er bis zu seiner Emeritierung 1982 lehrte. 1975 wurde er vom Bundesverteidigungsminister Hans Apel in den Wehrmedizinischen Beirat berufen und gehörte diesem acht Jahre lang an.
Ludwig J. Pongratz war mit der über Jean Piaget promovierten Josa-Maria Pongratz, geborene Vogt, verheiratet, lebte in der Flürleinstraße in Würzburg und hatte einen Sohn. Er starb nach kurzer Krankheit im Alter von 80 Jahren in Würzburg.
Der Nachlass von Ludwig Pongratz befindet sich im Psychologiegeschichtlichen Forschungsarchiv (PGFA) der Fernuniversität in Hagen.

## Werk
Pongratz’ Interesse galt vor allem den Fragen der Psychologiegeschichte und der Klinischen Psychologie. Letztere hat er nicht nur durch zahlreiche Publikationen, sondern auch durch die Arbeit in gewichtigen fachlichen Projekten gefördert. Er initiierte Forschungsprojekte, die zum Beispiel den „Drogenmissbrauch“ (1972–1976), die „Früherkennung und Frühförderung von mehrfachbehinderten und sehgeschädigten Kindern“ (1978–1981) oder „Neue Wege der Psychotherapie“ (1981–1982) zum Thema hatten. In seinem Institut an der Universität in Würzburg führte er u. a. in Seminaren und Vorlesungen die Gesprächspsychotherapie (Carl Rogers, Reinhard Tausch, Hamburg) ein – eine beachtliche und vorausschauende Innovation in den 1960er-Jahren. Mit seinen Lehrveranstaltungen in Würzburg sorgte er für frischen Wind, indem er sich streng am neuesten Stand wissenschaftlicher Forschung orientierte, was von den Studenten sehr geschätzt wurde. Wissenschaftstheoretisch galt sein Institut an der Universität Würzburg als das weltoffene, das sich mit Fragen neuerer Forschung auseinandersetzte. Aus seiner Untersuchung „Psychologische Gesprächsführung“ (1972–1975) sind 13 Filme mit dem Titel „Wege zum Menschen“ hervorgegangen, welche die unterschiedlichsten therapeutischen Vorgehensweisen dokumentieren. Ludwig J. Pongratz galt als einer der profiliertesten Vertreter der Psychologie des 20. Jahrhunderts. Einige seiner Publikationen sind auch heute noch im Buchhandel erhältlich.

## Schriften (Auswahl)
- Die psychologische Struktur in der pseudoaugustinischen Schrift „De spiritu et anima“, (Diss. München 1950)[7]
- Psychologie menschlicher Konflikte. Phänomenologie und Theorie. Verlag für Psychologie, Göttingen 1961.
- Problemgeschichte der Psychologie. Bern/München 1967, ISBN 3-7720-1717-7; 2. Auflage 1984.
- Klinische Psychologie. Theoretische Grundlagen u. Versuch einer Neurosenlehre, Bamberg 1970
- mit Werner Traxel und Ernst G. Wehner:  Psychologie in Selbstdarstellungen. Bern 1971
- Psychotherapie in Selbstdarstellungen. Wissenschaftsgeschichte in Selbstdarstellungen, Bern 1973
- Lehrbuch der Klinischen Psychologie. Psychologische Grundlagen der Psychotherapie. Göttingen 1973; 2., durchgesehene Auflage 1975.
- Philosophie in Selbstdarstellungen., Band I (1974/1975), Band II (1976), Band III (1977), Band IV (1982) Hamburg
- Pädagogik in Selbstdarstellungen, Band I (1975), Band II (1976), Band III (1978), Band IV (1982), Hamburg 1982, ISBN 3-7873-0520-3
- Psychiatrie in Selbstdarstellungen. Bern 1977.
- als Hrsg.: Handbuch der Psychologie, Band VIII (1. und 2. Halbband): Klinische Psychologie. Göttingen 1977–1978.
- mit Philipp Lersch und Kurt Gottschaldt: Klinische Psychologie. Handbuch der Psychologie in 12 Bänden, Göttingen 1978
- mit Josef Brozek: Historiography of Modern Psychology, Toronto 1980
- Kurz-Psychotherapie in der Allgemeinmedizin, Stuttgart 1981
- Klinische Psychologie II, Göttingen 1983
- Hauptströmungen der Tiefenpsychologie (= Kröners Taschenausgabe. Band 467). Kröner, Stuttgart 1983, ISBN 3-520-46701-1.
- Personale Psychologie, Göttingen 1983
- Selbsthilfe in Gruppen, Frankfurt a. M. 1986
- (gemeinsam mit Klaus J. Tillmann, Rosemarie Boenicke und Johann D. Wörner) 3. Werkstattgespräch  zur Verbesserung der Lehre: Beispiel Lehramt – Neue Anforderungen und alte Ausbildungskonzepte? Dokumentation der Veranstaltung in der TH Darmstadt am 9. November 1995, Darmstadt 1996
- (gemeinsam mit Angela Werner) Zur Geschichte der Kinderpsychotherapie im 19. Jahrhundert, Würzburg 1997.